# Рид
Рид (поштански код: 2612) је градска четврт Канбере, главног града Аустралије. Смештена је надомак Сити центра, пословног и административног дела Канбере. Рид је један од старијих делова Канбере у коме је по подацима из 2001. живело 1.634 житеља.
Рид је добио име по Џорџу Риду, четвртом премијеру Аустралије.

## Спољне стране
- Рид